# Bâtiment de la communauté juive de Subotica
Le bâtiment de la communauté juive de Subotica (en serbe cyrillique : Зграда Јеврејске општине у Суботици ; en serbe latin : Zgrada Jevrejske opštine u Subotici) est situé à Subotica, dans la province de Voïvodine et dans le district de Bačka septentrionale, en Serbie. Il est inscrit sur la liste des monuments culturels protégés de la république de Serbie (identifiant no SK 1805).

## Présentation
Le bâtiment a été construit de 1900 à 1904 selon un projet des architectes de Budapest Marcell Komor et Dezső Jakab dans le style de la Sécession hongroise.
Conformément à la tradition, la façade est divisée en trois parties : une partie centrale plus longue et deux avancées latérales ; cette partition est accentuée par un attique central aux lignes courbes ; le rythme des fenêtres souligne également cette disposition. L'extrémité droite dispose d'un grand portail d'accès à côté duquel se trouve une fenêtre cintrée ; la partie centrale possède trois fenêtres cintrées dont l'une, au centre, est plus grande que les autres ; l'avancée gauche de la façade possède deux fenêtres identiques. Toutes les fenêtres du rez-de-chaussée sont cintrées et surmontées de lignes ondulées en plâtre, tandis que toutes celles de l'étage sont rectangulaires et entourée d'une discrète décoration en plâtre aux lignes courbes ; les croisées des fenêtres proprement dites prennent la forme de la lettre « T ».